# Planiplax erythropyga
Planiplax erythropyga – gatunek ważki z rodziny ważkowatych (Libellulidae). Występuje na terenie Ameryki Południowej.